# Børge Raahauge Nielsen
Børge Raahauge Nielsen   (Køge, 26 de març de 1920 - Odense, 5 d'octubre de 2010) fou un remer danès que va competir durant la dècada de 1940.
El 1948 va prendre part en els Jocs Olímpics de Londres, on guanyà la medalla de bronze en la prova del quatre amb timoner del programa de rem. Formà equip amb Erik Larsen, Henry Larsen, Harry Knudsen i Jørgen Ib Olsen.